# پپ دیوپ
پپ دیوپ (انگلیسی: Pape Diop؛ زادهٔ ۴ سپتامبر ۲۰۰۳) بازیکن فوتبال اهل سنگال است.
وی همچنین در تیم‌های ملی فوتبال زیر ۲۳ سال سنگال و سنگال بازی کرده است.